# Diazo
Ne doit pas être confondu avec Groupe azo.
Le groupe diazo est la caractéristique d'une famille de composés organiques ayant pour formule générale R2C=N2, symbolisé par N2+ et découvert par P. Griess en 1858.
L'exemple le plus simple de diazo est le diazométhane CH2N2.
La structure électronique des composés diazoïques implique une charge positive sur l'atome d'azote central et une charge négative répartie entre l'azote situé à l'extrémité de la molécule et le carbone. Les composés diazo les plus stables sont les α-diazocétones et les α-diazoesters car la charge négative est délocalisée dans le groupe carbonyle. Par contre, la plupart des composés alkyldiazo sont explosifs.
On distingue :
- les dérivés diazoïques aliphatiques peu stables et toxiques (exemple : diazométhane) ;
- les dérivés diazoïques aromatiques dont les sels sont stables.

## Propriétés physico-chimiques
Ce sont des gaz peu stables ou des liquides très volatils. Ils nécessitent, surtout pour le diazométhane, l'emploi d'une verrerie particulière afin de réduire les risques d'explosion.
Les composés diazo servent également de précurseurs aux carbènes, qui sont générés par thermolyse ou photolyse comme c'est le cas dans le réarrangement de Wolff.
Les dérivés diazoïques aromatiques sont utilisés dans la synthèse des colorants azoïques.